# Charles William Myers
Pour les articles homonymes, voir Myers.
Charles William Myers est un herpétologiste américain né en 1936 et mort le 4 septembre 2018.
Retraité depuis 1999, mais continuant ses recherches, il est Curator Emeritus du Department of Herpetology du Musée américain d'histoire naturelle, qu'il avait dirigé en 1980-1987 et 1993-1998.

## Taxons nommés en son honneur
- Rhadinaea myersi Rossman, 1965[2]
- Allobates myersi (Pyburn, 1981)
- Pipa myersi Trueb, 1984
- Amphisbaena myersi Hoogmoed, 1988[2]
- Urotheca myersi Savage & Lahanas, 1989[2]
- Ptychoglossus myersi Harris, 1994[2]
- Leptodactylus myersi Heyer, 1995
- Bothrocophias myersi Gutberlet & Campbell, 2001[2]
- Myersiohyla Faivovich, Haddad, Garcia, Frost, Campbell & Wheeler, 2005
- Anolis charlesmyersi Köhler, 2010[2]

## Quelques taxons décrits
- Anolis fungosus
- Aromobates
- Aromobates nocturnus
- Atractus darienensis
- Atractus depressiocellus
- Atractus hostilitractus
- Atractus imperfectus
- Colostethus atopoglossus
- Colostethus lacrimosus
- Colostethus tamacuarensis
- Colostethus undulatus
- Coniophanes joanae
- Craugastor opimus
- Ctenophryne minor
- Dendrobates abditus
- Dendrobates arboreus
- Dendrobates bombetes
- Dendrobates captivus
- Dendrobates castaneoticus
- Dendrobates lehmanni
- Dendrobates mysteriosus
- Dendrobates occultator
- Dendrobates vanzolinii
- Dendrobates viridis
- Diploglossus montisilvestris
- Epipedobates
- Epipedobates andinus
- Epipedobates macero
- Epipedobates silverstonei
- Epipedobates simulans
- Geophis bellus
- Hyalinobatrachium crurifasciatum
- Hyalinobatrachium eccentricum
- Hypsiboas angelicus
- Imantodes phantasma
- Isthmohyla graceae
- Liophis problematicus
- Phyllobates terribilis
- Pristimantis auricarens
- Pristimantis avius
- Pristimantis cantitans
- Pristimantis cavernibardus
- Pristimantis memorans
- Pristimantis pruinatus
- Pristimantis yaviensis
- Rhadinaea bogertorum
- Rhadinaea cuneata
- Saphenophis sneiderni
- Stefania tamacuarina
- Strabomantis anatipes
- Strabomantis laticorpus
- Strabomantis zygodactylus